# Cape Portland
Cape Portland är en udde i Australien. Den ligger i delstaten Tasmanien, i den sydöstra delen av landet, omkring 240 kilometer norr om delstatshuvudstaden Hobart.
Runt Cape Portland är det mycket glesbefolkat, med 2 invånare per kvadratkilometer.. Det finns inga samhällen i närheten. 
Trakten runt Cape Portland består till största delen av jordbruksmark. Genomsnittlig årsnederbörd är 762 millimeter. Den regnigaste månaden är juli, med i genomsnitt 84 mm nederbörd, och den torraste är januari, med 28 mm nederbörd.